# Scrophularia mexicana
Scrophularia mexicana är en flenörtsväxtart som beskrevs av Mark Hasslock Mayfield och G.L.Nesom. Scrophularia mexicana ingår i släktet flenörter, och familjen flenörtsväxter. Inga underarter finns listade i Catalogue of Life.